# Hilana Taarka
Hilana Taarka, születési neve Darja Pisumaa (Hilana, 1856. március 22. – Võmmorski, 1933. december 27.) észt-szetu költő, énekesnő (leelo).

## Életútja
1856. március 22-én született Hilanában Darja Pisumaa néven egy nyolc gyermekes család első gyermekeként. Édesanyja, Karassima Oka jó énekes volt, akivel már kiskorában esküvőkre járt énekelni. Apja, Gavrila Matsi alkohol- és szerencsejáték-függő volt, amivel szegénységbe sodorta a családját.
Idővel maga kezdett komponálni hagyományos leelo dalokat. Valódi nevét a születési helyére hivatkozva a Hilana Taarka művésznévre cserélte. Az 1920-as években számos nyilvános koncerten lépett fel, többek között észt hangversenytermekben. 1921-ben fellépett a Helsinki Dalfesztiválon, ahol Kaarlo Juho Ståhlberg finn elnök előtt szerepelt. Az előadást Armas Otto Väisänen finn folklorista szervezte, aki 1913-ban ismerkedett meg vele, amikor Észtország déli részén járt, Anna Raudkats észt néptánc szakemberrel. 1922-ben az első szetu dalfesztivál énekese volt.
Egy szegényes házban élt anyjával, ahol gyermekeit nevelte. Házasságon kívül egy fia és négy lánya született. Élete végén a művészetét elismerők egy csoportja segítette abban, hogy jobb körülmények között éljen. Temetésén nagyon kevés ember vett részt és emléke is feledésbe merült egy időre. 1981-ben az obinitsai helytörténeti napokon emlékeztek meg születésének 125. évfordulójáról, majd 1986-ban az Obinitsa-tó partján felavatták a szobrát.

## Dalok
- Első visszatérő dallam
  - Olet kulla tii koolipreili (1921)
  - Kuule, kuule Toomka no toroküppär (1921)
  - Toomka, Toomkakõnõ meil tubakunõna (1922)
  - Ilma tütar (1921)
- Második visszatérő dallam – ez a dallam felbukkan Anne Vabarna műveiben is
  - Hüvastijätu laul (1921)
  - Toomka ommõ vanatigõ (1922)
  -  Kurest kasvi korge neio (1913)
- Harmadik visszatérő dallam – napjainkban ez a dallam egy férfiak által előadott szetu nyelvű dalban található meg
  - Oi vellokõne mull noore-jalle-kõne (1913)
- Negyedik visszatérő dallam
  - Vele-sa-kene küll noorõkõnõ (1922)

## Emlékezete
2004-ben mutatták be Kauksi Ülle Taarka című színdarabját, amely szetu nyelven íródott és Hilana Taarka életéről szól. 2008-ban került bemutatásra a mű filmváltozata Ain Mäeots rendezésében.